# 吉田光邦
吉田 光邦（よしだ みつくに、1921年5月1日 - 1991年7月30日）は、日本の科学史家。京都大学名誉教授。専門は科学技術史。

## 略歴
- 1921年5月1日 - 愛知県西春日井郡に生まれる。
- 1991年7月30日 - 急性心不全のため、京都大学医学部附属病院で死去。

### 学歴
- 1936年 - 愛知県立第一中学校（現：愛知県立旭丘高等学校）卒業
- 1941年 - 第八高等学校卒業
- 1945年 - 京都帝国大学理学部宇宙物理学科卒業

### 職歴
- 1949年 - 京都大学人文科学研究所助手
- 1958年 - 京都大学人文科学研究所講師
- 1960年12月 - 京都大学人文科学研究所助教授
- 1977年4月 - 京都大学人文科学研究所教授
- 1984年4月 - 京都大学人文科学研究所所長（1985年3月まで）
- 1985年4月 - 定年退官、京都大学名誉教授
- 1990年 - 京都文化博物館館長
- 1991年 - 京都造形芸術大学教授

## 受賞歴・叙勲歴
- 1987年 - 紫綬褒章
- 1991年 - 叙正四位、叙勲二等授瑞宝章

## 主な著書
- 『日本科学史』朝倉書店、1955年。講談社学術文庫、1987年
- 『日本技術史研究』学芸出版社、1961年
- 『錬金術―仙術と科学の間』中公新書、1964年。講談社学術文庫、2014年
- 『日本美の探求―その背後にあるもの』NHKブックス、1968年
- 『江戸の科学者たち』社会思想社、1969年 のち現代教養文庫。講談社学術文庫、2021年9月
- 『文様の博物誌』同朋舎、1971年
- 『時から時計へ』平凡社カラー新書、1975年
- 『日本の職人』角川選書、1976年。講談社学術文庫、2013年
- 『両洋の眼―幕末明治の文化接触』朝日選書、1978年
- 『万国博覧会―技術文明史的に』NHKブックス、1985年
- 『工芸の社会史―機能と意味をさぐる』NHKブックス、1987年
- 『吉田光邦評論集』全3冊、思文閣、1982年